# Willard Boyle
Willard Sterling Boyle (19 tháng 8 năm 1924 – 7 tháng 5 năm 2011) là một nhà vật lý học người Canada và là người đồng phát minh ra CCD. Ông là một trong 3 người đoạt giải Nobel Vật lý năm 2009 cho công trình phát minh nói trên.

## Cuộc đời
Boyle sinh tại Amherst, bang Nova Scotia, Canada, là con của một bác sĩ y khoa. Năm 3 tuổi Boyle cùng cha và mẹ là Beatrice di chuyển tới cư ngụ ở Quebec. Thời niên thiếu Boyle học với mẹ ở nhà cho tới khi lên 14 tuổi thì vào học trường tư thục Lower Canada College của Montreal và tốt nghiệp trung học. Sau đó Boyle học ở Đại học McGill, nhưng bị gián đoạn năm 1943, khi ông gia nhập Hải quân Hoàng gia Canada làm phi công trong Chiến tranh thế giới thứ hai. Ông được biệt phái sang Hải quân Hoàng gia Anh để học cách đáp máy bay tiêm kích Supermarine Spitfire trên Hàng không mẫu hạm tới khi chiến tranh kết liễu. Sau đó, ông trở lại Đại học McGill học tiếp, đậu bằng cử nhân khoa học năm 1947, thạc sĩ khoa học năm 1948 và tiến sĩ năm 1950.

## Sự nghiệp
Sau khi nhận bằng tiến sĩ, Boyle làm việc 1 năm ở Phòng thí nghiệm bức xạ của Canada và dạy môn Vật lý học 2 năm ở Trường quân sự Hoàng gia Canada (Royal Military College of Canada). Năm 1953 Boyle vào làm việc trong Các phòng thí nghiệm Bell nơi ông và Don Nelson phát minh ra laser hồng ngọc phát ánh sáng liên tục đầu tiên năm 1962, và được cấp bằng sáng chế đầu tiên cho diode laser dựa trên vật liệu bán dẫn. Ông trở thành giám đốc phụ trách nghiên cứu việc thám hiểm không gian tại phòng thí nghiệm chi nhánh Bellcomm của Các phòng thí nghiệm Bell năm 1962, hỗ trợ cho chương trình không gian Apollo và giúp chọn lựa nơi đáp tối ưu cho phi thuyền đáp xuống Mặt trăng. Ông trở lại "Các phòng thí nghiệm Bell" năm 1964, nghiên cứu việc phát triển các vi mạch.
Năm 1969, Boyle và George E. Smith phát minh ra CCD, do đó họ cùng được nhận Huy chương Stuart Ballantine của Viện Franklin năm 1973, giải tưởng niệm Morris N. Liebmann của IEEE năm 1974, giải Charles Stark Draper năm 2006, và giải Nobel Vật lý năm 2009 (cùng với Charles K. Kao).
Boyle làm giám đốc điều hành việc nghiên cứu ở "Các phòng thí nghiệm Bell" từ năm 1975 tới khi nghỉ hưu năm 1979. Khi về hưu, ông cư ngụ ở Wallace, Nova Scotia, và giúp bà vợ Betty – một họa sĩ vẽ phong cảnh mở một phòng trưng bày nghệ thuật.